# Kakkuri (ö i Finland, Satakunta)
Kakkuri är en ö i Finland. Den ligger i Bottenhavet och i kommunen Björneborg i den ekonomiska regionen  Björneborgs ekonomiska region i landskapet Satakunta, i den sydvästra delen av landet. Ön ligger omkring 13 kilometer väster om Björneborg och omkring 240 kilometer nordväst om Helsingfors.
Öns area är 1 hektar och dess största längd är 230 meter i sydöst-nordvästlig riktning.